# Марина Матић (песникиња)
Марина Матић (Београд, 1976) српска је песникиња и прозна списатељица.

## Биографија
Марина Матић рођена је у Београду 1976. године. Основну школу и гимназију завршила је у Београду. Учила је школу глуме код редитеља Владимира Путника и глумила је у његовом студију „Маске“.
Њена прва песничка књига „Одраз душе“ издата је 2007. године, потом следи песничка књига „Сјај тајне“ издата 2008. године, „Освит радости“ песничка књига издата 2015. Године. ИП Просвета издаје њену четврту песничку књигу „Преображење“ 2021. године и еписторалну песничку преписку „Једно“ 2021. године.
Песме су јој богате лирским и епским елементима широке књижевне тематике од духовне, љубавне, рефлексивне, социјалне, описне, еротске поезије па све до хаику поезија, пише и прозу, приповетке, кратке приче. У свом стваралаштву спаја више уметничких израза, књижевност, глуму, плес, и музику. Ствара и интерпретира своја књижевна остварења на српском и енглеском језику. Са енглеског језика на српски језик превела је песничку књигу јорданског песника, новелисте, преводиоца и оснивача фондације „Foundation for Arts and Culture“ палестинског порекла Munira Mezyeda „Destined to be a dream“ – „Писано је да буде сан“ 2023. године.
Члан је Удружења писаца Србије од 2007. године, и Удружења Српских књижевника у отаџбини и расејању – УСКОР. од 2008. године.
Делови њених песама и критика изашли су 2008. и 2009. године у „Новинама Београдског читалишта“ у којима је о њима писао српски књижевник Небојша Ћосић. Заступљена је у више зборника Српске савремене поезије и прозе.

## Дела
- Одраз душе[1], Агенција Матић, Београд (2007. године)
- Сјај тајне[2], Агенција Матић, Београд (2008. године)
- Освит радости[3], Агенција Матић (2015. године)
- Преображење[4], ИП Просвета, Београд (2021. године)
- Једно[5], ИП Просвета, Београд (2021. године)

### Зборници поезије и прозе
- Песничко пролеће[6], Српско уметничко друштво Београд (2022. године)
- Пешчаник трајања[7], УСКОР, Београд (2023. године)
- Реч у времену[8], Српско уметничко друштво Београд (2023. године)
- Час у природи[9], Удружење грађана Србије здраве навике, Београд (2023. године).